# 吴川南城门
南城门，位于中国广东省湛江市吴川市吴阳镇城里村，为吴川市的一个市级文物保护单位，类型为古建筑，公布时间为1983年10月19日。
南城门的历史年代为元代。